# Matt Rife
Matthew Steven Rife (Columbus, 10 september 1995) is een Amerikaanse acteur en komiek.

## Biografie
Rife werd geboren in Columbus, Ohio en groeide op in North Lewisburg. Hij heeft vier broers en zussen: drie oudere stiefzussen en een jongere halfzus. Hij studeerde af aan de Albany High School.
Rife verblijft momenteel in Los Angeles, Californië.